# Ontherus sextuberculatus
Ontherus sextuberculatus là một loài bọ cánh cứng trong họ Bọ hung (Scarabaeidae).